# マイク・バートン (競泳選手)
マイケル・ジェイ・バートン（Michael Jay Burton, 1947年7月3日 - ）は、アメリカ合衆国アイオワ州デモイン出身のアメリカ人男子競泳選手である。1968年メキシコシティーオリンピックで400m自由形・1500m自由形で金メダルを獲得。1972年ミュンヘンオリンピックでも1500m自由形で金メダルを獲得し、連覇を達成した。

## 経歴

### 1965年ユニバーシアード
1500m自由形で銅メダルを獲得した。

### 1967年ユニバーシアード、パンアメリカン競技大会
東京で行われたユニバーシアードでは1500mで優勝、400mで2位に入った。パンアメリカン競技大会では400m自由形・1500m自由形・200mバタフライの三冠に輝く活躍を見せた。

### 1968年メキシコオリンピック
選考会で世界新記録を出して好調だったバートンは400m自由形・1500m自由形で2冠を達成した。2種目ともオリンピック新記録だった。

### 1972年ミュンヘンオリンピック
選考会での結果により個人種目は1500m自由形のみの出場となったが、決勝で世界新記録を樹立し、五輪2連覇を達成した。1500m自由形での2連覇はアメリカ人でバートンのみが達成している。
1977年国際水泳殿堂入りを果たした。